# Bad Nieuweschans

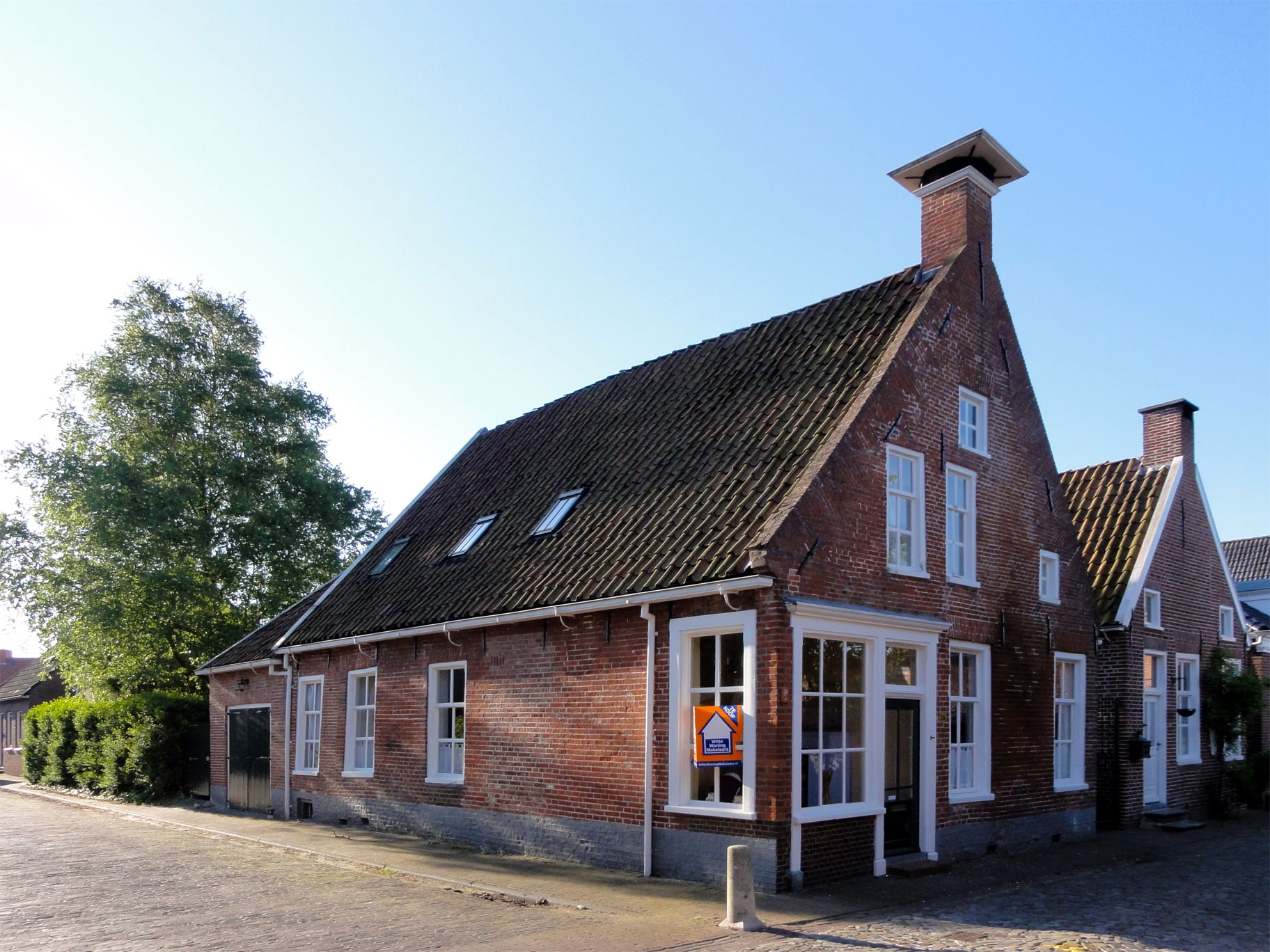
Bad Nieuweschans: edificio classificato come rijksmonument nell'Achterstraat

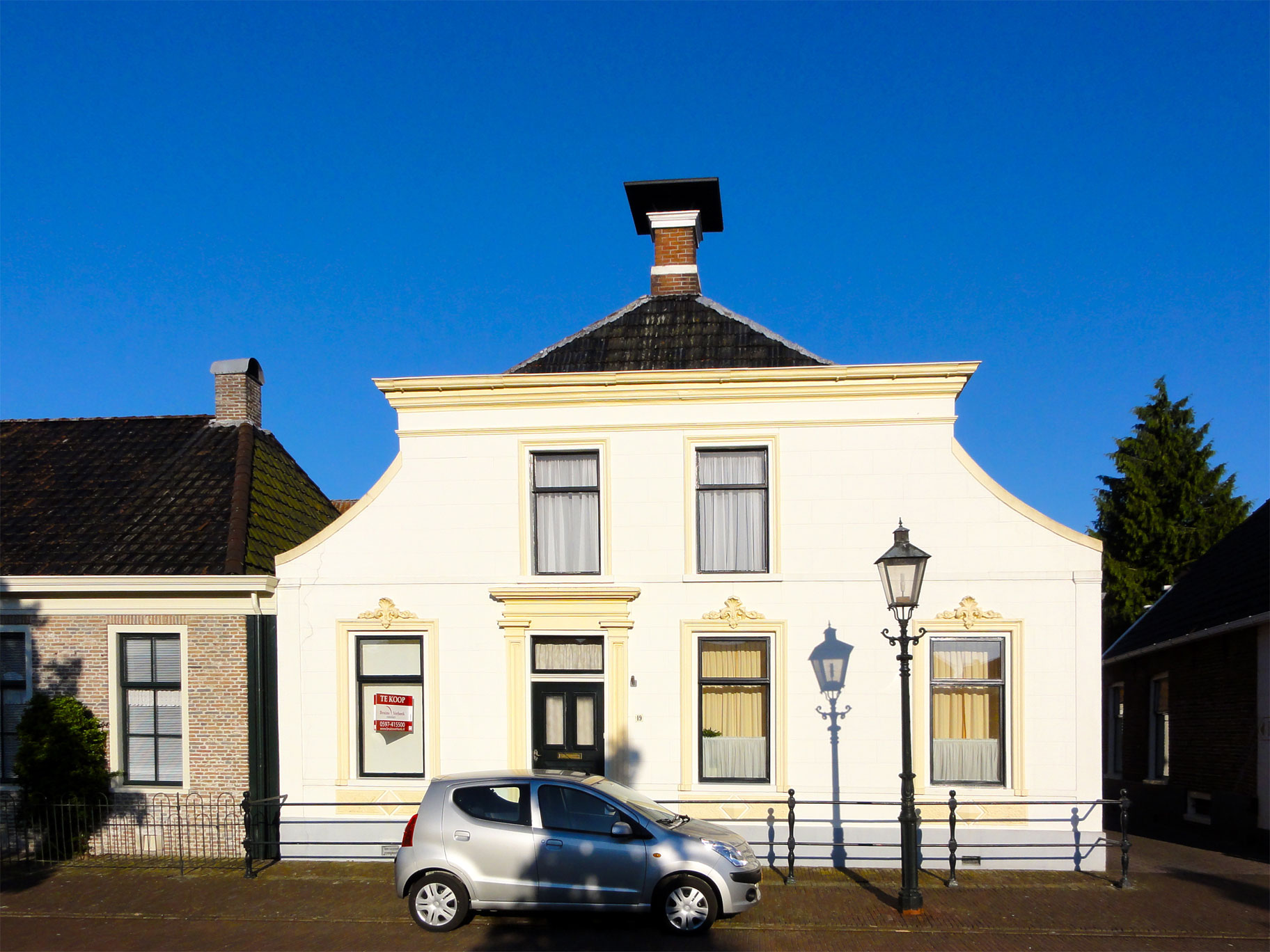
Bad Nieuweschans: edificio classificato come rijksmonument nella Voorstraat

Bad Nieuweschans   (in Gronings: Nij Schaanze; in tedesco: Bad Neuschanz), conosciuta un tempo semplicemente come Nieuweschans   è una cittadina di circa 1.500 abitanti del nord-est dei Paesi Bassi, facente parte della provincia di Groninga e situata al confine con la Germania; dal punto amministrativo, si tratta di un ex-comune, accorpato nel 1990 alla municipalità di Beerta, quindi nel 1991 alla municipalità di Reiderland  ed, infine, incluso dal 2010 della municipalità di Oldambt. Ex-cittadella fortificata, è la località più orientale dei Paesi Bassi e la prima località termale del Paese.
Fino al 2009 si chiamava solamente Nieuweschans: in quell'anno fu aggiunto il termine bad per indicare che si tratta di una località termale e il nome cambiò così ufficialmente in Bad Nieuweschans.

## Geografia fisica

### Collocazione
Bad Nieuweschans si trova nella parte centro-orientale della provincia di Groninga, a pochi chilometri a sud della costa che si affaccia sul Dollard e al confine con il Land tedesco della Bassa Sassonia, a circa 15 km ad est/nord-est di Winschoten e a circa 25 km ad ovest/sud-ovest della città tedesca di Leer.

### Suddivisione amministrativa
Buurtschappen
- Booneschans[3]
- Oudezijl (in parte)[3]

## Storia
La località fu sorse nel 1628, quando, nel corso della guerra degli ottant'anni, fu creata una fortificazione al confine tra Paesi Bassi e Germania, chiamata De Nieuwe- of Langeakkerschans e progettata da Matthijs van Voort. Questa fortezza fu ampliata nel corso del XVII e XVIII secolo.
Sin dalla prima metà del XVII secolo si era stabilita nella cittadella fortificata una comunità ebraica, formata in gran parte da tedeschi che avevano varcato il confine, tanto che nel 1813 la località ottenne lo status di "comune ebraico". Nel 1809 la località contava 25 persone di origine ebraica", mentre nel 1841 ne contava 61".
L'8 agosto 1860, fu stabilito tramite decreto reale che Nieuweschans dovette cessare di essere una città fortificata. Per smantellare completamente le fortificazioni furono impiegati circa 35 anni.
Nel corso della guerra mondiale, Nieuweschans, il 10 maggio 1940, Nieuweschas fu il luogo da cui i tedeschi iniziarono la propria invasione del nord dei Paesi Bassi. La località fu liberata dalle truppe del Terzo Reich il 23 aprile 1945.
Il 12 aprile 1950, Nieuweschans ottenne tramite decreto reale un nuovo stemma, mentre nel 1972 ottenne una propria bandiera.
Nel 1985 Nieuweschans divenne la prima località termale dei Paesi Bassi.

## Stemma
Lo stemma di Bad Nieuweschans è di colore rosso con una corona in testa: al suo interno,  vi sono raffigurati un cannone e un leone. Lo stemma simboleggia la fondazione di Nieuweschans come città fortificata.

## Architettura
Bad Nieuweschans vanta 47 edifici classificati come rijksmonumenten.

### Edifici d'interesse

#### Hoofdwacht
Tra gli edifici storici di Bad Nieuweschans, figura la Hoofdwacht, edificio situato nella Hoofdstraat e risalente al 1631.

#### Sinagoga
Altro edificio d'interesse è la sinagoga, risalente alla metà del XVII secolo.